# Gazeta Podatkowa
Gazeta Podatkowa – ogólnopolski dziennik ukazujący się od 12 stycznia 2004 (do 30 czerwca 2004 wydawany jako „Twoja Gazeta Podatkowa”). Ukazuje się dwa razy w tygodniu, w poniedziałki i czwartki.
Na łamach gazety opisywane są bieżące informacje z życia gospodarczego, w tym zmiany przepisów prawnych. Prezentowane są aktualne stanowiska organów podatkowych oraz wyroki sądów. Publikowane teksty rozstrzygają problemy zgłaszane przez czytelników, zawierają dużo praktycznych wyjaśnień i przykładów. Do każdego numeru dołączane są bezpłatne dodatki zawierające opracowania tematów z różnych dziedzin.
„Gazeta Podatkowa” dostępna jest w wolnej sprzedaży kioskowej oraz w prenumeracie, która gwarantuje prenumeratorom m.in. bezpłatny dostęp do wersji internetowej dziennika na cały okres prenumeraty.
Średnia sprzedaż w 2020 roku wynosiła 21 930 egz. Średnia sprzedaż w 2023 roku wynosiła 19 251 egz., w tym 4533 e-wydania.